# مارتن ستانكوف
مارتن ستانكوف (بالبلغارية: Мартин Станков)‏ هو لاعب كرة قدم بلغاري في مركز الدفاع، ولد في 25 فبراير 1974 في فيدين في بلغاريا. شارك مع منتخب بلغاريا لكرة القدم. أما مع النوادي، فقد لعب مع سلافيا صوفيا وليفسكي صوفيا ونادي خزر لنكران.

## وصلات خارجية
- مارتن ستانكوف على موقع قاعدة بيانات كرة القدم.إي يو (الإنجليزية)
- مارتن ستانكوف على موقع ناشيونال فوتبول تيمز (الإنجليزية)